# King of the Bayous
King of the Bayous — студійний альбом американського музиканта Кліфтона Шеньє, випущений у 1970 році лейблом Arhoolie.

## Опис
«Король зайдеко» Кліфтон Шеньє записав серію альбомів на лейблі Кріса Штрахвіца Arhoolie, включаючи цей King of the Bayous. Тут він грає зі своїм старшим братом і давнім партнером Клівлендом Шеньє, майстром гри на пральній дошці, Робертом Сент-Джуді на барабанах, Джо Моррісом на бас-гітарі і Антуаном Віктором на гітарі. Альбом включає стандарти, які є сумішшю тустепів зайдеко, вальсів і блюзу, тут і власні зайдеко-блюзові композиції Шеньє «Hard to Love Someone», «Who Can Your Good Man Be» і «I Am Coming Home», а також кавер-версія «Release Me». Гурт виконує жваві тустепові біти на «Tu Le Ton Son Ton», «Josephine Par Se Ma Femme» і «Zodico Two Step». Упродовж усієї сесії особливо виділяється виразний вокал Шеньє і його гра на акордеоні.
Альбом був записаний в Х'юстоні, Техас за дві сесії: 6 листопада 1969 року на студії Gold Star Studios і 5 травня 1970 року на студії Jones Studio.

## Список композицій
1. «Tu le Ton Son Ton (Every Now and Then)» (Кліфтон Шеньє) — 3:35
2. «Hard to Love Someone» (Кліфтон Шеньє) — 3:15
3. «Who Can Your Good Man Be» (Кліфтон Шеньє) — 3:35
4. «Zodico Two Step» (Кліфтон Шеньє) — 3:15
5. «Going La Maison» (Кліфтон Шеньє) — 3:30
6. «I Believe I'll Go Back Home» (Кліфтон Шеньє) — 3:15
7. «Release Me» (Даб Вільямс, Едді Міллер, Роберт Янт) — 3:55
8. «Big Mamou» (Кліфтон Шеньє) — 3:15
9. «Ton Na Na» (Кліфтон Шеньє) — 3:00
10. «I'm Coming Home» (Кліфтон Шеньє) — 3:10
11. «Joséphine Par Se Ma Femme» (Кліфтон Шеньє) — 5:14
12. «It's Christmas Time» (Кліфтон Шеньє) — 4:05

## Учасники запису
- Кліфтон Шеньє — вокал, акордеон
- Клівленд Шеньє — пральна дошка [рабборд]
- Антуан Віктор (1—6), Раймонд Монетт (7—12) — гітара
- Елмор Ніксон — фортепіано (7—12)
- Джо Морріс — бас-гітара
- Роберт Сент-Джуді — ударні

Технічний персонал
- Кріс Штрахвіц — продюсер, текст, фотограф
- Дойл Е. Джонс — звукоінженер (1—6)
- Вейн Поуп — обкладинка